# 米尼奧谷
4°18′S 151°48′W / 4.3°S 151.8°W

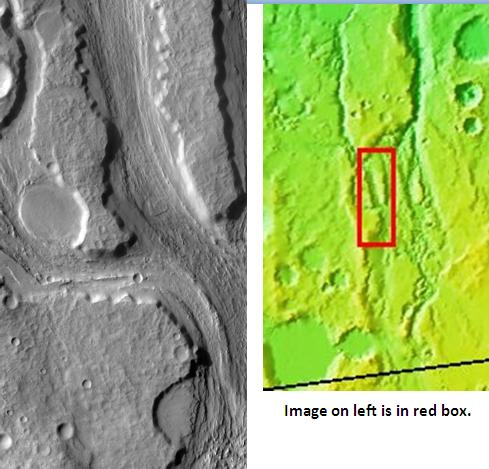
2001火星奧德賽號 THEMIS 拍攝的米尼奧谷，它是更大的曼格拉谷附近的小河道。

米尼奧谷（Minio Vallis）是一個位於火星门农区的古老河道，中心座標4.3°S，151.8°W，長度約88公里，以義大利的一條河流古名命名，也是反照率特徵之一。